# Estera
Estera je žensko osebno ime.

## Izvor imena
Ime Estera izhaja iz svetopisemskega imena Ester, ki je perzijskega izvora z nekdanjim pomenom »zvezda«. V vulgati se ime glasi Esther, v grščini Eσθηρ (Esthēr). Ustrezno slovensko ime je Zvezda, obstaja pa še ime Stela, ki izhaja iz latinskega imena stella »zvezda«.

## Različice imena
Ester, Esterina, Esterka, Esther, Esti, Estika

## Tujejezikovne različice imena
- pri Angležih: Esther
- pri Čehih: Ester
- pri Slovakih: Estera

## Pogostost imena
Po podatkih Statističnega urada Republike Slovenije je bilo na dan 31. decembra 2007 v Sloveniji število ženskih oseb z imenom Estera: 185.

## Osebni praznik
V koledarju je ime Estera zapisano 1. julija (Estera, svetopisemska žena).

## Zanimivost
Po svetopisemski knjigi, ki je poimenovana po njej Knjiga o Esteri, je bila Estera Judinja, ki je kot ujetnica postala najljubša priležnica perzijskega kralja Ahasvera (Kserkses I.) in rešila Jude v Perziji pred pokolom, ki ga je pripravil spletkarski kraljevi svetovalec Haman. Njeno hebrejsko ime je bilo Hadassah, to je »mirta«, in oblika Esther naj bi bil perzijski prevod zanj.